# Musée-galerie de l'Ambre
Le musée-galerie de l'Ambre (en lituanien: Gintaro muziejus-galerija) se situe à Vilnius en Lituanie. 
Il a été fondé par Kazimieras et Virginija Mizgiris en 1998. Il abrite une large collection de types d’ambre et d’informations sur leur histoire, et en présente également en vente au public.

## Histoire

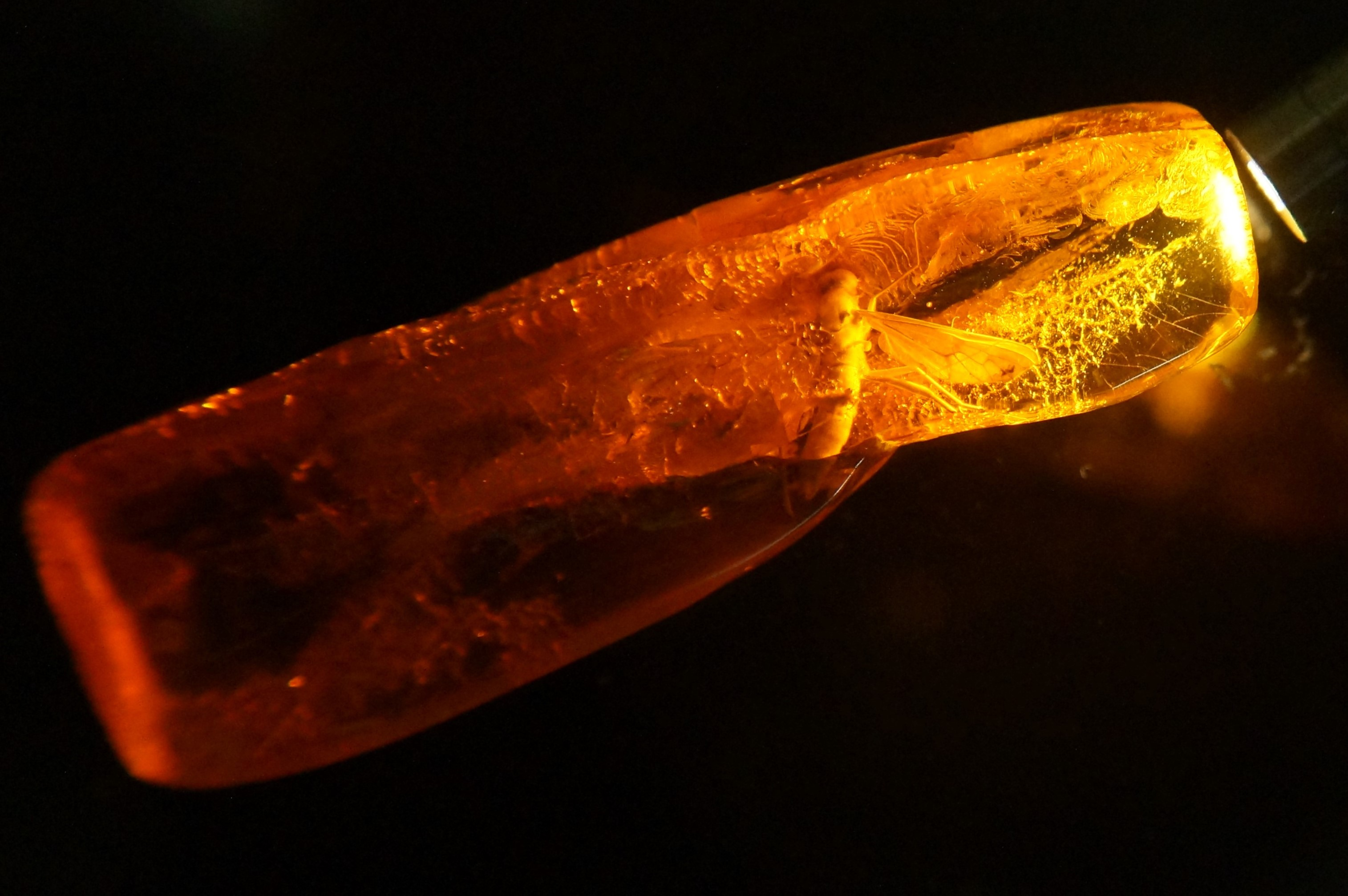
Insecte ailé fossilisé dans l'ambre.

À l'origine, Kazimieras et Virginija Mizgiris vivaient sur l’isthme de Courlande. Kazimieras était photographe et photographiait les dunes. Il fit la découverte de ses toutes premières ambres incrustées : une mouche et une fourmi. Il annonce avoir à ce moment compris ce qu’était l’ambre et où la trouver : « proche de la main, sur cette terre, ce sable et dans ces eaux profondes » . Par ce qu’il considère alors comme un signe, il prend conscience du lien étroit de son pays à cette pierre. Pour lui, « Rien n’arrive par accident. C’est ce que je réalise quand je repense au tout début [...] ».
C’est dans le contexte de la perestroïka russe que des immigrés abondent en Lituanie pour admirer le pays de leurs ancêtres. Ils racontent comment ils ont collecté l’ambre et quels types de broches ou perles d’ambres étaient portées. Dans ce contexte, le couple commence à collecter des livres sur l’ambre. En 1991, leur première galerie-musée d’ambre voit le jour à Nida. Les 15 années suivantes, ils créent de nouvelles galeries d'ambre à travers le pays. Avant le musée-galerie de Vilnius ouvert en 1998, il n'existait qu’un seul musée d’ambre en Lituanie : le musée du château Tyszkiewicz à Palanga.
Kazimieras et Virginija Mizgiris ont commencé à promouvoir l’ambre grâce à des bijoutiers professionnels, qui acceptaient au départ avec hésitation. Les bijoutiers provenaient de Vilnius Žilvinas Bautrėnas, Vytautas Matulionis, Algis Mikutis, Birutė Stulgaitė, Ąžuolas Vaitukaitis ; de Palanga, Danguolė Baravykienė ; de Klaipėda, Vitalijus Milkintas et bien d’autres. Ils travaillaient tous différemment l’ambre.
En 30 ans, une exceptionnelle collection d’objets était née, par ajouts sporadiques de Juodkrantė et Nida. Désormais, Kazimieras et Virginija Mizgiris possèdent une galerie à Nida, et une à Vilnius, ainsi que le Centre d’Art de l’Ambre Baltique à Vilnius. Les bijoutiers trouvent également leur place dans la Maison des Artistes de Nida ; et des centaines d’expositions ont déjà été organisées au sein de ces différents établissements. Les fondateurs résument ces accomplissements : « Et si nous avons inspiré l’amour de l’ambre à quelqu’un, alors nos efforts n’auront pas été vains ».

## Architecture
Le musée-galerie de l’Ambre de Vilnius est établi dans une maison de style baroque du XVIIe siècle. Celle-ci porte trace du classicisme de la Renaissance et du style gothique.

## Collections

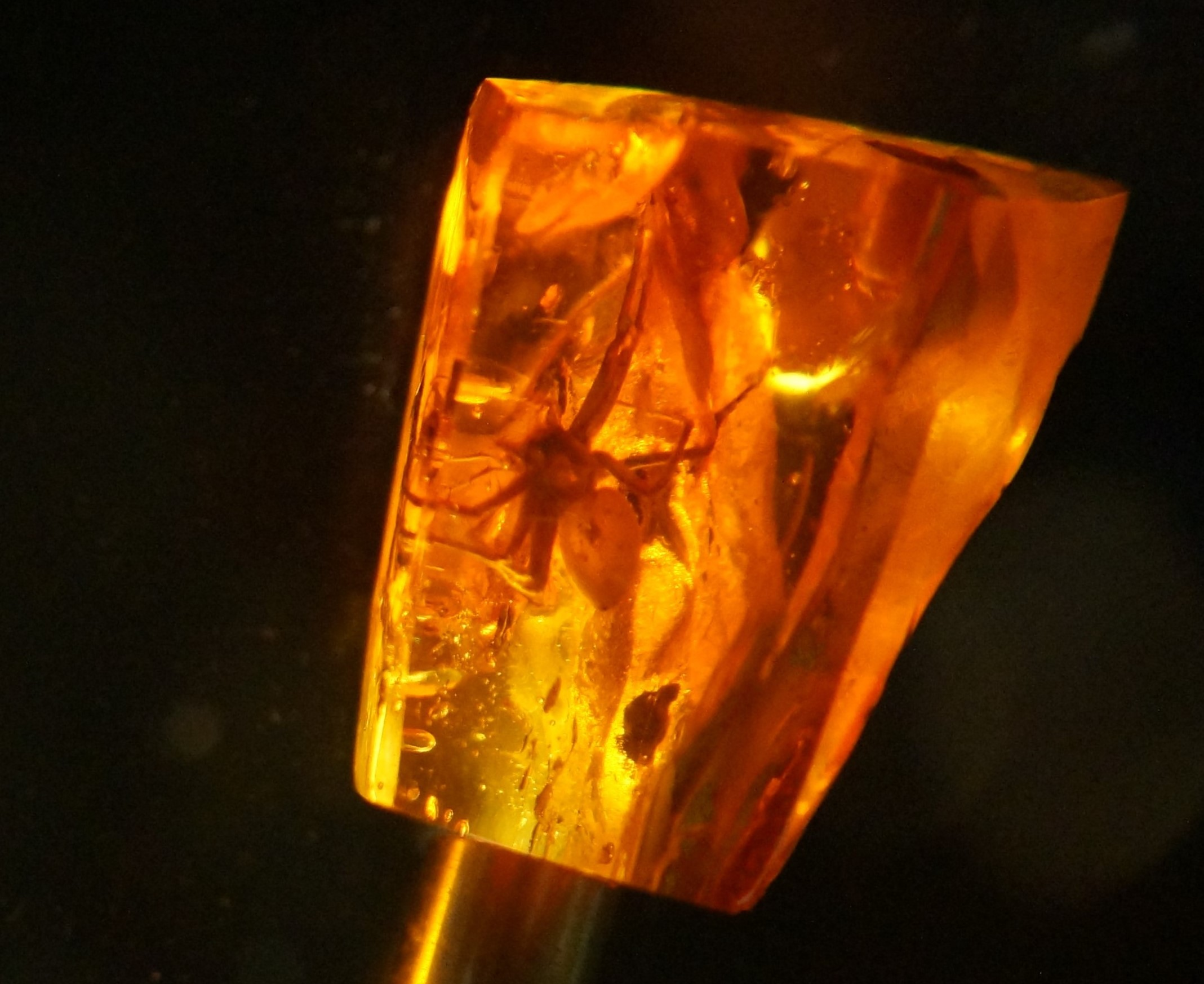
Une espèce fossile d’araignée cristallisée dans l’ambre au musée : la Sosybius Mizgirisi.

On y trouve des ambres baltiques vieilles de 50 millions d’années. Un historique de l’ambre y détaille leurs origines, formes, tailles et couleurs.
La plus grosse pièce d’ambre du musée fait 3 kilos. Les collections comportent aussi bien de l’ambre blanche et noire que rouge et verte, multicolore ou encore bleue. Des insectes incrustés surprennent le visiteur : une coquille cristallisée dans l’ambre dorée, un moustique figé en position d’attaque, la patte d’une sauterelle… On peut y observer une espèce d’araignées fossile cristallisée dans l’ambre : la Sosybius Mizgirisi (du nom du fondateur du musée-galerie). On peut également admirer une reconstruction du trésor de Juodkrante, qui fut la plus grande collection archéologique d’ambre de 1860 à 1881, comprenant notamment des amulettes et bijoux. Cette collection compte de nombreuses ambres brutes, ainsi que 434 objets d’ambres de différentes formes. Le musée possède également une trouvaille archéologique intéressante: des kilns (ou touraille, fours de fabrication de matériaux) datant du XVe siècle, et du début du XVIe siècle. Ce sont les mieux préservés de toute l’Europe de l’Est. On trouve également un fragment de pavement de rue vieux de plus de 500 ans.
En plus de l’ambre baltique, une collection d’ambre d’autres pays est aussi exposée. Elle fut léguée par Wolfgang Weitschat, professeur à l’université de Hambourg, Institut de Géologie et Paléontologie. Le musée se veut international et a déjà collaboré de nombreuses fois avec la presse du monde entier. Une exposition mobile avait été organisée passant par le Canada, les Etats-Unis, l’Islande, l’Italie et la Belgique.
Les collections contemporaines actuelles sont composées d’œuvres de beaucoup d’artistes comme Žilvinas Bautrėnas, Jonas Balčiūnas et Vaidilutė Vidugirytė, Feliksas Daukantas, Indrė Diržienė, Nerijus Erminas, Saulius Grinius, Laima Kierienė, Vytautas Matulionis, Algirdas Mikutis, Birutė Stulgaitė, Mari Relo-Šaulys ir Adolfas Šaulys, Ąžuolas Vaitukaitis, Sigitas Virpilaitis et bien d’autres.

## Muséologie
La partie galerie et la partie musée sont séparées. La galerie se situe à l'étage supérieur, dans le hall. Le musée se situe au sous-sol. Le visiteur suit un parcours chronologique de l'ère contemporaine en descendant vers les vestiges du XVIIe siècle. Les recherches de l’archéologue Gediminas Gendrenas ont contribué à élaborer cette installation muséale. Les escaliers servent de passage entre les époques. En descendant dans les profondeurs, le visiteur se rapproche des anciennes couches stratigraphiques de la ville, qui vont jusqu'au XIVe siècle. Ce sont les couches sur lesquelles ont marché les premiers habitants de la ville. Les pierres d'ambre, également très anciennes, sont présentées dans cet environnement historique.
Du côté contemporain, la galerie de l’Ambre permet d’admirer des expositions de bijoutiers contemporains renommés et d’acquérir à titre personnel des pierres d’ambre, travaillées ou brutes. Chaque objet se joint à un certificat d’authenticité attestant la qualité de l’ambre baltique utilisée.
Le musée est privé mais présente gratuitement toutes les informations concernant l’histoire des objets en lituanien, anglais, et allemand. Il est aussi possible de suivre une visite guidée personnelle, et même d’assister au polissage de l’ambre.